# Hussein al Idrissy
Hussein al Idrissy (tiếng Ả Rập: حسين الادريسي) (sinh ngày 23 tháng 9 năm 1985) là một cầu thủ bóng đá người Libya hiện tại thi đấu cho Espérance Sportive de Zarzis ở Giải bóng đá hạng nhất quốc gia Tunisia.